# Fata fără zestre (film)
Fata fără zestre (titlul original: în rusă Жестокий романс, transliterat: Jestokii romans) este un film dramatic sovietic, realizat în 1984 de regizorul Eldar Reazanov, după piesa Бесприданница (Bespridannița) din 1878 a scriitorului Aleksandr Ostrovski, protagoniști fiind actorii Larisa Guzeeva, Alisa Freindlih, Nikita Mihalkov, Andrei Miagkov, Aleksei Petrenko. 

## Rezumat
Acțiunea filmului se desfășoară pe malurile Volgăi, în orașul fictiv Briahimov, în anii 1877-1878. Cele două serii ale filmului diferă ca intensitate: faptele prezentate în episodul 1 sunt pe durata aproape a unui an, în timp ce episodul 2 arată evenimentele din mai puțin de o zi, în care are loc punctul culminant al acțiunii.
Harita Ignatevna Ogudalova este o femeie nobilă dintr-o familie bună și respectată, văduvă cu trei fiice adulte. După moartea soțului ei Dmitri Stepanovici, neavând bani pentru zestre, face totul pentru a aranja viața fiicelor sale, adică pentru a le căsători cu miri suficient de bogați și de familie nobilă. În lipsa banilor, ea ține casă deschisă, sperând că o societate de domnișoare frumoase și cu educație muzicală elevată, va atrage bărbați singuri, suficient de bogați pentru a se căsători cu fiicele ei, fără să se țină cont de iubire. Singura nemăritată, Larisa, a găsit deja un admirator în funcționarul de la poștă, Iuli Kapitonovici Karandîșev, dar căruia ea nu i-a împărtășit dragostea.
Filmul începe cu faptul că Olga Dmitrievna Ogudalova, fiica mijlocie, se căsătorește cu un principe caucazian și pleacă cu acesta la Tiflis. Câteva zile mai târziu, la ziua de naștere a Larisei, Harita primește vestea de la fiica sa Anna, care s-a căsătorit prima, că soțul ei a fost prins la Monte Carlo cu cărți false și că acum este complet ruinat și ea trebuie să se întoarcă singură la Frankfurt pe Main, motiv pentru care o roagă să-i trimită 700 de ruble. Întrucât Harita și-a amanetat deja toate proprietățile, seara în timpul sărbătoriri, îi cere prietenului bogat Moki Knurov, bani pentru o bijuterie valoroasă, cadou pentru Larisa, dar de fapt bani pentru a-i trimite Annei. Petrecerea zilei de naștere este deja în toi când bogatul armator Serghei Sergeevici Paratov, de care Larissa este îndrăgostită de câtva timp, ajunge și îi oferă un colier valoros. În semn de recunoștință, cântă o melodie pentru toți oaspeții, dar ochii ei sunt îndreptați doar spre Paratov. Câteva zile mai târziu, el o ia cu trăsura pentru a-i arăta „Lastocika” (Rândunica), care este considerată cea mai rapidă navă de pe Volga. El îi arată întreaga navă Larisei și nu e greu să o convingă să-l însoțească într-o călătorie pe fluviu. După cină în salon are loc un prim schimb de atingeri tandre. Într-una din zilele următoarele, Larisa stă pe malul Volgăi și privește trecând „Lastocika”, când admiratorul ei Karandîșev, spune că moșia lui Paratov este scoasă la licitație și că acesta nu mai primește niciun împrumut de la bancă. 
Paratov părăsește orașul fără să-și ia la revedere de la Larisa.
Petrecerile continuă să aibă loc în casa Ogudalovei pentru a găsi Larisei un soț bogat, după ce Paratov a alungat toți pretendenții. Harita l-a ales deja pe directorul băncii Guliaev pentru fiica ei, care i-a arătat un portofel gros, plin de ruble. Dar polițiștii, apăruți la petrecere, o lămuresc că acesta este doar un simplu casier care a furat toți banii din bancă. Din acest motiv oaspeții părăsesc petrecerea. Larissa decide să se căsătorească cu primul pretendent, indiferent dacă este bogat sau sărac.
În sfârșit, acum Iuli Karandîșev crede că i-a venit și lui apa la moară. Deși nu a primit încă nici un gest de tandrețe de la Larisa, el o răsfăță continuu cu mici cadouri. Când încearcă să-i interzică legătura cu prietenul ei Vasili Danilovici Vojevatov, pe care îl cunoaște încă din copilărie, Larisa reacționează foarte direct. Alegerea de a se căsători cu el nu se datorează demnității sale, ci faptului că ea vrea să fugă de oameni și își dorește doar liniștea. Totuși, va încerca să se îndrăgostească de el. În oraș deja se vorbește că Larissa se va căsători cu funcționarul de la poștă. Karandîșev vrea să dea o petrecere și invită mulți dintre foștii oaspeți ai Ogudalovei.
În timp ce încă scrie invitațiile, „Lastochka” intră în port, la bordul căruia se află Serghei Paratov, care se întoarce în oraș pentru prima dată după un an de absență, pentru a-și vinde nava lui Vasili Vojevatov. El îi spune lui Vasili și celuilalt prieten Knurov că acum începe o nouă viață. Renunță la compania de transport maritim, are multe planuri și vrea să înceapă noi afaceri. Îi invită și pe ei la prânz, pentru că vrea să-și ia rămas bun de burlăcie, deoarece intenționează să se căsătorească. Mireasa sa este atât de bogată încât nu poate spune „nu”, chiar dacă trebuie să renunțe la viața lui fericită de până acum. Din păcate, prietenii săi trebuie să-l refuze, deoarece Karandîșev i-a invitat deja la masă pentru a sărbători nunta sa ce va urma.
Înainte de această petrecere, Larisa își asigură viitorul mire că se căsătorește cu el doar din disperare, cerându-i mamei să organizeze doar o mică petrecere, dar aceasta refuză. Ea află de la Karandîșev că rivalul său Paratov este din nou în oraș. Paratov o vizitează pe Larisa, în timp ce viitorul ei soț este ocupat să pregătească masa festivă. Cu vorbele lui măgulitoare, Paratov își îmbrobodește fosta iubită și ea recunoaște că încă îl iubește. Are loc o ceartă aprigă între Karandîșev care tocmai se întorsese și Paratov, ceartă soluționată în urma rugăminților Larisei și ale mamei sale. În sfârșit, Paratov este invitat la sărbătorirea planificată și profită de ocazie pentru a-și îmbăta complet adversarul, o ia pe Larisa în brațe și o sărută.
Vojevatov, Knurov și Paratov decid să petreacă seara pe „Lastochka” și să navigheze pe Volga. Larisa se alătură și ea domnilor, pentru că acum vrea să-și urmeze iubitul peste tot. Când mirele ei află, ia un pistol și îi urmărește până când, în ciuda faptului că este beat, ajunge cu o barcă pe nava care naviga pe fluviu.
Paratov recunoaște în fața Larisei că este logodit și, prin urmare, se simte legat de această femeie o viață întreagă. O lume se prăbușește pentru Larisa. Vojevatov și Knurov, care știu deja că Larisa este abandonată, sunt amândoi interesați de ea. Fiind prieteni nu doresc să se certe pentru ea, așa că dau cu banul să vadă cine o câștigă. Knurov câștigă și, în ciuda faptului că este căsătorit, vrea să plece la Paris cu ea. Karandîșev este martor la această procedură. Când Vojevatov o întâlnește pe Larisa, aceasta îi cere vechiului prieten să fie cel puțin de el consolată, lucru pe care el îl refuză pentru că și-a dat cuvântul de onoare lui Knurov, să nu se apropie de ea.
Larisa se retrage în sine și stă abătută, Karandîșev o găsește, încearcă să o îmbrățișeze și îi mărturisește dragostea lui. Eliberându-se din îmbrățișarea violentă, fuge pe punte pentru ași da consimțământul lui Knurov. Karandîșev aleargă după ea strigând despre rămășagul celor doi, dar ea neoprindu-se, o împușcă exclamând că trebuie să nu aparțină nimănui. Pe moarte, Larissa îi mulțumește pentru asta.

## Distribuție

Coperta DVD al filmului Fata fără zestre

- Larisa Guzeeva – Larisa Ogudalova, cea mai mică dintre cele trei fiice ale Haritei
- Alisa Freindlih – Harita Ignatevna Ogudalova, văduvă, mama Larisei
- Nikita Mihalkov – Serghei Sergheevici Paratov, armator, amorezat de Larisa
- Andrei Miagkov – Iuli Karandîșev, funcționar la poștă, logodnicul Larisei
- Aleksei Petrenko – Moki Parmionîci Knurov, om de afaceri foarte bogat
- Viktor Proskurin – Vasili Danilovici Vojevatov, armator, prieten din copilărie al Larisei
- Tatiana Pankova – Efrosinia Potapovna, mătușa lui Karandîșev
- Aleksandr Piatkov – Gavrilo, patronul cafenelei
- Iuri Saranțev – Mihin, căpitanul vaporului „Rândunica”
- Olga Volkova – modista franțuzoaică
- Dmitri Buzîliov – țiganul Ilia
- Aleksandr Pankratov-Ciornîi – Ivan Semionovski, veteran din Războiul Caucazului
- Serghei Arțibașev – Guliaev, funcționar la bancă
- Gheorghi Burkov – Arkadi Sciastlivțev zis „Robinson” , actorul alcoolic angajat ca valet la Paratov
- Borislav Brondukov – Ivan, băiat la cafenea

## Melodii din film
Muzica pentru film (inclusiv melodiile și romanțele) a fost scrisă de compozitorul Andrei Petrov.
1. Романс о романсе (Romanță de dragoste) – (Б. Ахмадулина) – interpretată de Valentina Ponomariova
2. Вальс (Vals)
3. Снегурочка (Albă ca Zăpada) – (Б. Ахмадулина) – interpretată de V. Ponomariova
4. Марш (Marș)
5. Любовь — волшебная страна (Э. Рязанов) – interpretată de V. Ponomariova
6. Под лаской плюшевого пледа (Sub mângâierea unei pături de pluș) – (М. Цветаева) — interpretată de V. Ponomariova
7. А цыган идёт (Vine țiganca) – (Р. Киплинг, перевод Г. Кружкова) – interpret Nikita Mihalkov, cu ansamblul de cântece țigănești condus de Nikolai Vasiliev
8. Цыганский танец (Dans țigănesc)
9. Ой, призадумался (Народная песня) – ansamblul de cântece țigănești condus de N. Vasiliev
10. Погоня (Goana)
11. А напоследок я скажу (Și în sfârșit îți voi spune) – (Б. Ахмадулина) – interpretată de V. Ponomariova
12. Романс о романсе (Б. Ахмадулина) – interpretată de V. Ponomariova

## Lansare
A fost lansat în anul 1984 și a avut parte de mare succes comercial, fiind vizionat de 22,0 milioane de spectatori în cinematografele din Uniunea Sovietică.

## Premii și nominalizări
- 1984 — Concursul «Cel mai bun film al anului» (revista «Советский экран»)
  - Cel mai bun film al anului
  - Cel mai bun actor al anului (Nikita Mihalkov)
- 1985 — Al 10-lea Festival Internațional de Film (IFFI) din Delhi
  - «Golden Peacock» („Păunul de Aur”) — Marele premiu al Festivalului